# C.A. Nothnagle Log House

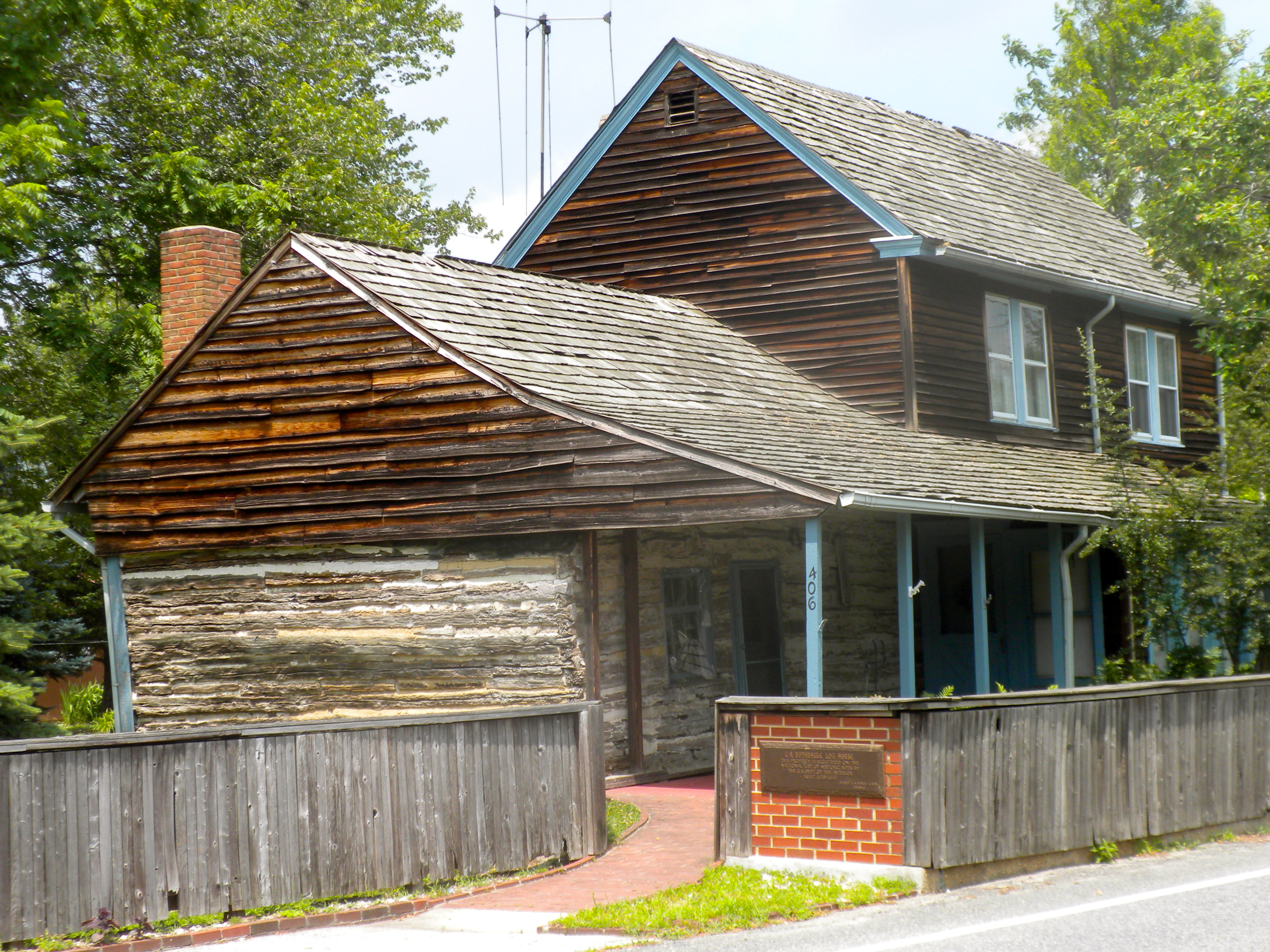
De oorspronkelijke blokhut met de 18e-eeuwse uitbreidingen

C.A. Nothnagle Log House of Braman-Nothnagle Log House is een historisch huis bij Swedesboro in de Amerikaanse staat New Jersey.
Het huis werd tussen 1638 en 1643 gebouwd door Finse kolonisten in de Zweedse kolonie Nieuw-Zweden. Het is het oudste nog bestaande bouwwerk in de staat en vermoedelijk de oudste blokhut in de Verenigde Staten. De woning werd sterk uitgebreid in de 18e eeuw. De oorspronkelijke blokhut werd bewoond tot 1918. Sinds 1976 staat C.A. Nothnagle Log House op het National Register of Historic Places. Het huis is nog altijd in privébezit, maar kan op afspraak worden bezocht.